# Ču Lin
Ču Lin (čínsky pchin-jinem Zhū Lín, znaky tradiční 朱琳, * 28. ledna 1994) je čínská profesionální tenistka. Ve své dosavadní kariéře na okruhu WTA Tour vyhrála jeden singlový i deblový turnaj. V sérii WTA 125 přidala rovněž po jednom singlovém a deblovém triumfu. V rámci okruhu ITF získala patnáct titulů ve dvouhře a šest ve čtyřhře.
Na žebříčku WTA byla ve dvouhře nejvýše klasifikována v září 2023 na 31. místě a ve čtyřhře v říjnu téhož roku na 80. místě. Trénuje ji Tim Nicholls. Dříve tuto roli plnil Liou Feng.
V čínském týmu Billie Jean King Cupu debutovala v roce 2017 utkáním astanského základního bloku I. skupiny asijsko-oceánské zóny proti Filipínám, v němž vyhrála dvouhru s Katharinou Lehnertovou. Číňanky zvítězily 3:0 na zápasy. Do dubna 2024 v soutěži nastoupila k jedenácti mezistátním utkáním s bilancí 6–4 ve dvouhře a 1–0 ve čtyřhře.

## Tenisová kariéra
První ženský turnaj na okruhu ITF odehrála roku 2009 v čínském Čchien-šanu, kam obdržela divokou kartu od pořadatelů. Ve druhém kole nestačila na krajanku Tuan Jing-jing.

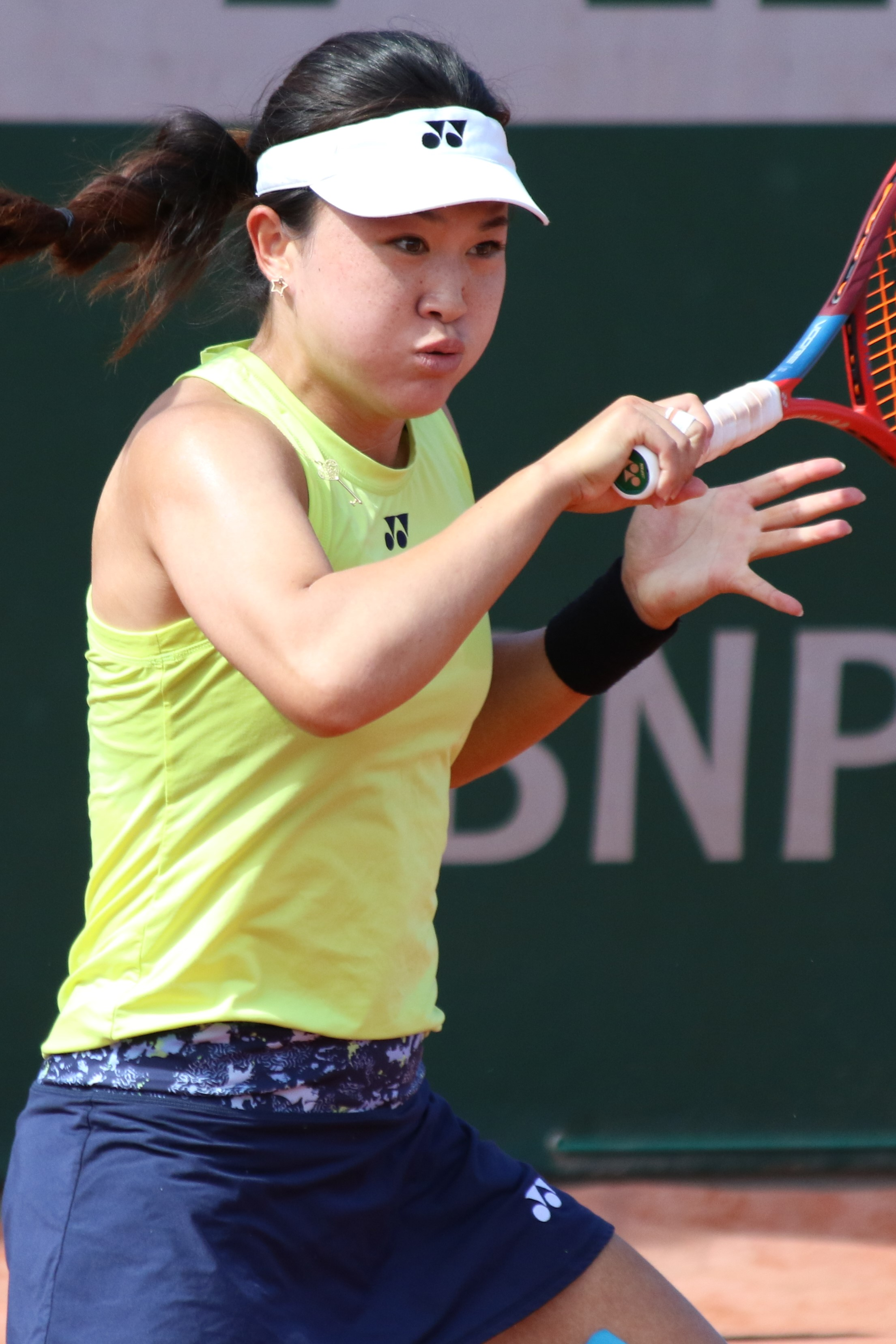
Forhend v kvalifikaci French Open 2022

Na nejvyšší grandslamové úrovni poprvé startovala v kvalifikaci US Open 2014. Současně se jednalo o premiérovou událost na okruhu WTA Tour. Po výhře nad australskou tenistkou Arinou Rodionovovou však odešla poražena od Čeng Saj-saj ve třetím, posledním kvalifikačním kole. Hlavní grandslamovou soutěž si poprvé zahrála ve Wimbledonu 2015, kde ji na úvod vyřadila běloruská kvalifikantka Aljaksandra Sasnovičová.
V kvalifikaci zářijového Hong Kong Tennis Open 2014 zůstaly na její raketě krajanka Wang Ja-fan, Rumunka Ioana Raluca Olaruová i Bulharka Elica Kostovová. V hlavní soutěži pak dosáhla debutové výhry na okruhu WTA Tour, když zdolala Kristýnu Plíškovou. Ve druhém kole podlehla sedmé nasazené Slovence Janě Čepelové ve dvou setech.
Na lednovém Australian Open 2023 vylepšila své grandslamové maximum, když při svém dvacátém osmém startu v hlavních soutěžích majorů premiérově prošla do osmifinále. V něm podlehla Viktorii Azarenkové. Ve třetím kole poprvé v kariéře porazila členku elitní světové desítky, šestou v pořadí Marii Sakkariovou. První singlovou trofej na okruhu WTA Tour vyhrála o týden později na únorovém Thailand Open 2023 v Chua Chinu, kde postoupila do finále přes deblovou spoluhráčku Wang Sin-jü. V boji o titul zdolala o čtyři roky starší Ukrajinku Lesju Curenkovou po dvousetovém průběhu. Bodový zisk ji po skončení premiérově posunul do elitní světové padesátky, na 41. místo žebříčku. Z finále huahinské čtyřhry odešla s Wangovou poražena.

## Finále na okruhu WTA Tour
| Legenda                                      |
| -------------------------------------------- |
| D – dvouhra; Č – čtyřhra                     |
| Grand Slam (0)                               |
| Turnaj mistryň (0)                           |
| Premier Mandatory & Premier 5 / WTA 1000 (0) |
| Premier / WTA 500 (0)                        |
| International / WTA 250 (1–2 D; 1–2 Č)       |

### Dvouhra: 3 (1–2)
| Stav       | č. | datum         | turnaj             | povrch | soupeřka ve finále | výsledek      |
| ---------- | -- | ------------- | ------------------ | ------ | ------------------ | ------------- |
| Vítězka    | 1. | 5. února 2023 | Chua Chin, Thajsko | tvrdý  | Lesja Curenková    | 6–4, 6–4      |
| Finalistka | 1. | září 2023     | Ósaka, Japonsko    | tvrdý  | Ashlyn Kruegerová  | 3–6, 6–7(6–8) |
| Finalistka | 2. | únor 2024     | Chua Chin, Thajsko | tvrdý  | Diana Šnajderová   | 3–6, 6–2, 1–6 |

### Čtyřhra: 3 (1–2)
| Stav       | č. | datum          | turnaj             | povrch | spoluhráčka | soupeřky ve finále                      | výsledek      |
| ---------- | -- | -------------- | ------------------ | ------ | ----------- | --------------------------------------- | ------------- |
| Vítězka    | 1. | 15. září 2019  | Nan-čchang, Čína   | tvrdý  | Wang Sin-jü | Pcheng Šuaj Čang Šuaj                   | 6–2, 7–6(7–5) |
| Finalistka | 1. | 27. února 2022 | Zapopan, Mexiko    | tvrdý  | Wang Sin-jü | Kaitlyn Christianová Lidzija Marozavová | 5–7, 3–6      |
| Finalistka | 2. | 5. února 2023  | Chua Chin, Thajsko | tvrdý  | Wang Sin-jü | Čan Chao-čching Wu Fang-sien            | 1–6, 6–7(6–8) |

## Finále série WTA 125
| Legenda                  |
| ------------------------ |
| D – dvouhra; Č – čtyřhra |
| WTA 125 (1–0 D; 1–0 Č)   |

### Dvouhra: 1 (1–0)
| Stav    | č. | datum         | turnaj            | povrch    | soupeřka ve finále     | výsledek |
| ------- | -- | ------------- | ----------------- | --------- | ---------------------- | -------- |
| Vítězka | 1. | prosinec 2021 | Soul, Jižní Korea | tvrdý (h) | Kristina Mladenovicová | 6–0, 6–4 |

### Čtyřhra: 1 (1–0)
| Stav    | č. | datum      | turnaj         | povrch | spoluhráčka  | soupeřky ve finále               | výsledek |
| ------- | -- | ---------- | -------------- | ------ | ------------ | -------------------------------- | -------- |
| Vítězka | 1. | duben 2017 | Čeng-čou, Čína | tvrdý  | Chan Sin-jün | Jacqueline Caková Julia Glušková | 7–5, 6–1 |

## Finále na okruhu ITF
| Dotace turnajů okruhu ITF | Dotace turnajů okruhu ITF |
| ------------------------- | ------------------------- |
| 100 000 $ tournaments     | 80 000 $ tournaments      |
| 75 000 $ tournaments      | 60 000 $ tournaments      |
| 50 000 $ tournaments      | 25 000 $ tournaments      |
| 15 000 $ tournaments      | 10 000 $ tournaments      |

### Dvouhra: 27 (15–12)
| Stav       | č.  | datum             | turnaj                     | povrch | soupeřka ve finále    | výsledek      |
| ---------- | --- | ----------------- | -------------------------- | ------ | --------------------- | ------------- |
| Finalistka | 1.  | 9. října 2010     | Nonthaburi, Thajsko        | tvrdý  | Nungnadda Wannasuková | 4–6, 1–6      |
| Vítězka    | 1.  | 23. října 2010    | Khon Kaen, Thajsko         | tvrdý  | Luksika Kumkhumová    | 6–3, 6–2      |
| Vítězka    | 2.  | 23. května 2011   | Jakarta, Indonésie         | tvrdý  | Nadia Abdaláová       | 7–6, 6–3      |
| Finalistka | 2.  | 25. června 2012   | Pattaya, Thajsko           | tvrdý  | Anna Ťulpová          | 4–6, 2–6      |
| Finalistka | 3.  | 23. února 2014    | Antalya, Turecko           | antuka | Lenka Wienerová       | 7–5, 4–6, 4–6 |
| Vítězka    | 3.  | 3. března 2014    | Antalya, Turecko           | antuka | Iryna Šymanovičová    | 6–1, 6–4      |
| Finalistka | 4.  | 25. května 2014   | Tchien-ťin, Čína           | tvrdý  | Wang Čchiang          | 3–6, 2–6      |
| Vítězka    | 4.  | 31. května 2014   | Balikpapan, Indonésie      | antuka | Ankita Rainová        | 7–5, 2–6, 6–3 |
| Vítězka    | 5.  | 7. června 2014    | Tarakan, Indonésie         | tvrdý  | Wang Jen              | 4–6, 6–0, 6–2 |
| Vítězka    | 6.  | 14. června 2014   | Solo, Indonésie            | tvrdý  | Lavinia Tanantová     | 6–0, 6–0      |
| Finalistka | 5.  | 23. června 2014   | Si-an, Čína                | tvrdý  | Tuan Jing-jing        | 6–4, 6–7, 4–6 |
| Finalistka | 6.  | 27. prosince 2014 | Hongkong                   | tvrdý  | Jang Čao-süan         | 6–4, 6–4      |
| Finalistka | 7.  | duben 2016        | Kófu, Japonsko             | tvrdý  | Susanne Celiková      | 6–7(3–7), 3–6 |
| Finalistka | 8.  | květen 2017       | Gifu, Japonsko             | tvrdý  | Magdaléna Rybáriková  | 2–6, 3–6      |
| Vítězka    | 7.  | květen 2017       | Ťin-an, Čína               | tvrdý  | Ankita Rainová        | 6–3, 3–6, 6–4 |
| Finalistka | 9.  | červenec 2017     | Tchien-ťin, Čína           | tvrdý  | Wang Ja-fan           | 4–6, 2–6      |
| Vítězka    | 8.  | květen 2018       | Ťin-an, Čína (2)           | tvrdý  | Liou Fang-čou         | 6–0, 6–2      |
| Vítězka    | 9.  | srpen 2018        | Ťin-an, Čína (3)           | tvrdý  | Wang Ya-fan           | 6–4, 6–1      |
| Vítězka    | 10. | leden 2019        | Singapur                   | tvrdý  | Han Na-lae            | 6–2, 6–3      |
| Finalistka | 10. | srpen 2019        | Landisville, Spojené státy | tvrdý  | Madison Brengleová    | 4–6, 5–7      |
| Finalistka | 11. | říjen 2019        | Su-čou, Čína               | tvrdý  | Pcheng Šuaj           | 2–6, 6–3, 2–6 |
| Vítězka    | 11. | listopad 2019     | Liou-čou, Čína             | tvrdý  | Arina Rodionovová     | 2–6, 6–0, 6–1 |
| Vítězka    | 12. | listopad 2019     | Šen-čen, Čína              | tvrdý  | Pcheng Šuaj           | 6–3, 1–3skreč |
| Finalistka | 12. | leden 2020        | Hongkong, Čína             | tvrdý  | Zarina Dijasová       | 4–6, 5–7      |
| Vítězka    | 13. | březen 2022       | Irapuato, Mexiko           | tvrdý  | Rebecca Marinová      | 6–4, 6–1      |
| Vítězka    | 14. | duben 2022        | Monastir, Tunisko          | tvrdý  | Victoria Mboková      | 6–1, 4–6, 6–4 |
| Vítězka    | 15. | srpen 2022        | Landisville, Spojené státy | tvrdý  | Elizabeth Mandliková  | 6–2, 6–3      |

### Čtyřhra: 10 (6–4)
| Stav       | č. | datum             | turnaj                     | povrch | spoluhráčka      | soupeřky ve finále                                      | výsledek              |
| ---------- | -- | ----------------- | -------------------------- | ------ | ---------------- | ------------------------------------------------------- | --------------------- |
| Finalistka | 1. | 11. října 2010    | Pattaya, Thajsko           | tvrdý  | Ťüan Tching-fej  | Čchen I Varatčaja Vongteančajová                        | 5–7, 2–6              |
| Vítězka    | 1. | 1. listopadu 2010 | Manila, Filipíny           | tvrdý  | Jang Čao-süan    | Kim Ji-young Kim Jin-hee                                | 6–4, 6–7(5–7), [10–7] |
| Vítězka    | 2. | 10. února 2014    | Antalya, Turecko           | tvrdý  | Li I-chung       | Gabriela Talabăová Patricia Maria Țigová                | 6–2skreč              |
| Vítězka    | 3. | 24. února 2014    | Antalya, Turecko           | tvrdý  | Li I-chung       | Nicoleta-Cătălina Dascăluová Raluca Georgiana Șerbanová | 3–6, 6–3, [10–3]      |
| Vítězka    | 4. | únor 2016         | Launceston, Austrálie      | tvrdý  | Jou Siao-ti      | Nadija Kičenoková Mandy Minellaová                      | 2–6, 7–5, [10–7]      |
| Finalistka | 2. | duben 2016        | Kašiwa, Japonsko           | tvrdý  | Jou Siao-ti      | Jang Čao-süan Čang Kchaj-lin                            | 5–7, 6–2, [9–11]      |
| Vítězka    | 5. | červenec 2016     | Lexington, Spojené státy   | tvrdý  | Hiroko Kuwataová | Sophie Changová Alexandra Muellerová                    | 6–0, 7–5              |
| Finalistka | 3. | listopad 2016     | Šen-čen, Čína              | tvrdý  | Chan Sin-jün     | Nina Stojanovićová Jou Siao-ti                          | 4–6, 6–7(6–8)         |
| Finalistka | 4. | duben 2017        | Čchüan-čou, Čína           | tvrdý  | Hiroko Kuwataová | Chan Sin-jün Jie Čchiou-jü                              | 3–6, 3–6              |
| Vítězka    | 6. | červen 2019       | Manchester, Velká Británie | tráva  | Tuan Jing-jing   | Robin Andersonová Laura Ioana Paarová                   | 6–4, 6–3              |